# Cephalotes oculatus
Cephalotes oculatus is een mierensoort uit de onderfamilie van de Myrmicinae. De wetenschappelijke naam van de soort is voor het eerst geldig gepubliceerd in 1851 door Spinola.